# Kolțove (Kolțove), Sakî
Kolțove (în ucraineană Кольцове) este localitatea de reședință a comunei Kolțove din raionul Sakî, Republica Autonomă Crimeea, Ucraina.

## Demografie
Componența lingvistică a localității Kolțove
     Rusă (87,36%)
     Ucraineană (11,93%)
     Alte limbi (0,71%)
Conform recensământului din 2001, majoritatea populației localității Kolțove era vorbitoare de rusă (87,36%), existând în minoritate și vorbitori de ucraineană (11,93%).